# Federação de Futebol do Estado do Espírito Santo
A Federação de Futebol do Estado do Espírito Santo (FES) é a entidade que controla o futebol no estado do Espírito Santo e representa os clubes capixabas na Confederação Brasileira de Futebol (CBF). Fundada em 2 de maio de 1917, controla todos os principais torneios de futebol do estado, incluindo o Campeonato Capixaba e a Copa Espírito Santo.

## História
Foi fundada em 2 de maio de 1917 como Liga Sportiva Espírito Santense. Em 28 de abril de 1938 passou a chamar-se Federação Desportiva Espírito-Santense e em 21 de setembro de 1984, passou a ser chamada pelo seu nome atual.
Em sua trajetória, congregou diversas modalidades esportivas, segundo o estatuto, e sua finalidade era dirigir, incentivar a difusão e aperfeiçoamento dos desportos como: futebol amador e profissional, remo, natação, saltos ornamentais, polo aquático, vela, motonáutica e xadrez. A partir de 1984, passou a dirigir somente o futebol.

## Presidentes
Fonte: 
|    | Nome                    | Início do período | Fim do período |
| -- | ----------------------- | ----------------- | -------------- |
| 1  | Alfredo Mello           | 1918              | 1918           |
| 2  | Oscar Jorguta Couto     | 1920              | 1920           |
| 3  | Alfredo Sarlo           | 1927              | 1928           |
| 4  | Osman V. de Resende     | 1930              | 1931           |
| 5  | Anísio Fernandes Coelho | 1932              | 1933           |
| 6  | Carlos M. Medeiros      | 1934              | 1936           |
| 7  | Arnaud de Araripe Mello | 1937              | 1938           |
| 8  | Nicanor Paiva           | 1940              | 1941           |
| 9  | Hermes de Barros Leite  | 1942              | 1943           |
| 10 | Demosthenes T. Ribeiro  | 1944              | 1945           |
| 11 | Luís Gabeira            | 1946              | 1951           |
| 12 | Alberto Stanger Júnior  | 1952              | 1953           |
| 13 | Luiz Gabeira            | 1954              | 1955           |
| 14 | Dílio Penedo            | 1956              | 1961           |
| 15 | Hélio Soares            | 1962              | 1969           |
| 16 | Salomão Nader           | 1970              | 1971           |
| 17 | Álvaro José de Carvalho | 1972              | 1976           |
| 18 | Salim Carone            | 1977              | 1977           |
| 19 | Thiers Pedro Bonacossa  | 1978              | 1979           |
| 20 | Ebes Lima Guimarães     | 1980              | 1987           |
| 21 | Willian Luiz de Abreu   | 1988              | 1993           |
| 22 | Marcus Vicente          | 1994              | 2015           |
| 23 | Gustavo Oliveira Vieira | 2015              | –              |